# 1987 en rugby à XV
Cette page présente les faits marquants de l'année 1987 en rugby à XV : les principales compétitions et évènements liés au rugby à XV et rugby à sept ainsi que les décès de grandes personnalités de ces sports.

## Événements

### Mars
- La France remporte le Tournoi en signant un Grand Chelem[1].
  - Article détaillé : Tournoi des Cinq Nations 1987

### Mai
- 2 mai : le RC Toulon est champion de France après une victoire sur le Racing CF 15-12[2].
- 10 mai : Le FC Grenoble remporte le Challenge Yves du Manoir après une victoire sur le SU Agen 26-7[3].
- ? mai : onzième édition de la Coupe Ibérique. Les Portugais du SL Benfica l'emportent 21-16 face aux Espagnols du CD Arquitectura, glanant ainsi leur deuxième titre dans la compétition.

### Juin
- 20 juin : la Nouvelle-Zélande remporte la première édition de la Coupe du monde de rugby en écartant la France en finale[4].
  - Article détaillé : Coupe du monde 1987

## Principales naissances
- 2 janvier : Danny Care, demi de mêlée international anglais à 87 reprises, naît à Leeds.
- 3 janvier : Ken Owens, talonneur international gallois à 91 reprises, naît à Carmarthen.
- 9 janvier : Bradley Davies, deuxième ligne international gallois à 66 reprises, naît à Llantrisant.
- 9 janvier : Rhys Priestland, demi d'ouverture international gallois à 52 reprises, naît à Carmarthen.
- 14 février : Seán O'Brien, troisième ligne international irlandais à 56 reprises, naît à Carlow.
- 26 février : Gaëlle Mignot, talonneuse internationale française à 70 reprises, naît à Périgueux.
- 27 mars : Victor Vito, troisième ligne international néo-zélandais à 33 reprises, naît à Wellington.
- 29 mars : Chris Ashton, ailier international anglais à 44 reprises, naît à Wigan.
- 23 avril : Jaba Bregvadze, talonneur international géorgien à 70 reprises, naît à Tbilissi.
- 9 mai : Dan Cole, pilier international anglais à 100 reprises, naît à Leicester.
- 14 mai : François Steyn, centre international sud-africain à 78 reprises, naît à Aliwal North.
- 2 juin : Yoann Huget, ailier international français à 62 reprises, naît à Pamiers.
- 29 juin : Luke McLean, arrière international italien à 89 reprises, naît à Townsville.
- 14 juillet : Timoci Nagusa, ailier international fidjien à 33 reprises, naît à Nadi.
- 29 août : Terry Bouhraoua, joueur français de rugby à sept, naît à Châteaudun.
- 2 octobre : Keith Earls, ailier international irlandais à 98 reprises, naît à Limerick.
- 7 octobre : Cian Healy, pilier international irlandais à 123 reprises, naît à Clontarf.
- 10 octobre : Colin Slade, demi d'ouverture international néo-zélandais à 21 reprises, naît à Christchurch.
- 2 novembre : Alexander Todua, ailier international géorgien à 102 reprises, naît à Tbilissi.
- 2 novembre : Danny Cipriani, demi d'ouverture international anglais à 16 reprises, naît à Roehampton.
- 18 novembre : Jack Lam, troisième ligne international samoan à 41 reprises, naît à Hamilton.
- 13 décembre : Hendrik Tui, troisième ligne international japonais à 47 reprises, naît à Auckland.
- 18 décembre : Dan Lydiate, troisième ligne international gallois à 64 reprises, naît à Salford.
- 23 décembre : Owen Franks, pilier international néo-zélandais à 108 reprises, naît à Motueka.

## Principaux décès
- 27 février : Willie Welsh troisième ligne international écossais à 21 reprises, meurt à Hawick.
- 9 mars : Doug Davies troisième ligne international écossais à 20 reprises, meurt à Peel.
- 30 avril : Marcel Baillette centre international français à 17 reprises, meurt à Toulon.
- 15 octobre : Dan Drysdale arrière international écossais à 26 reprises, meurt à Yeovil.
- 15 décembre : François Borde centre international français à 12 reprises, meurt à Bayonne.